# Rhagoletis striatella
Rhagoletis striatella är en tvåvingeart som beskrevs av Wulp 1899. Rhagoletis striatella ingår i släktet Rhagoletis och familjen borrflugor. Inga underarter finns listade i Catalogue of Life.